# Hajóféreg
A hajóféreg (Teredinidae) tulajdonképpen nem féreg, valójában a kagylók egy szokatlan sós vízi csoportjába tartozik, jócskán redukálódott, visszafejlődött házzal. Hírhedtté azzal vált, hogy belefúrja magát a tengervízbe merült faanyagokba, így sok esetben megrongálja a fából készült építményeket, például mólókat, dokkokat, hajókat. Néha a „tengerek termeszének” is hívják. A tengeri puhatestűek (Eulamellibranchiata) ezen belül a Teredinidaek családjába tartoznak, teredo féregként is ismertek.
A víz alá merülő, fába fúró hajóféregnek a Deshayes-mirigynek nevezett speciális szervében lévő Teredinibacter turnerae nevű baktérium (törzs ATCC 39867 / T7901) teszi lehetővé, hogy megeméssze a cellulózt. A kivájt járatot ezután meszes csővel tölti ki, hogy elkerülje azt, hogy a megduzzadó fa összezárja a furatot. Nyúlós, féregszerű alakja van, de felépítésük kétségtelenül a kagylók sajátja. A héja egy kis különálló rész az állat elülső végén, amit arra használ, hogy mélyítse a járatát.
Számos genus tartozik a hajóférgekhez, amik közül a Teredo a leggyakrabban említett. A múltban, a Teredók sokkal nagyobb számban voltak megtalálhatóak a Karib-tengeren, mint bármilyen más sós vízi területen.
A hajóférgek jelentős mértékben károsítják a fa hajótesteket és a cölöpöket, emiatt elkerülésük már számos tanulmány tárgya volt. A rézzel borított hajófenék kedvelt védekezés volt a felfedezések korában. Kolumbusz Kristóf hajói a legkorábbiak közé tartozott, amik ezt a technikát alkalmazták.
Hollandiában a 18. században a hajóférgek okoztak pánikot, mikor megtámadták a polder fával kidúcolt gátjait. A katasztrófát elkerülendő a fa dúcokat kőre cserélték. A hajóféreg egy genusa több kisebb omlást okozott a közelmúltban a Hudson folyó partjainál New Jersey területén a víz alatti cölöpök megrongálásával.

## Genusok a Teridinidae családon belül
- Bactronophorus
- Bankia Gray, 1842
- Dicyathifer
- Kuphus
- Lyrodus Binney, 1870
- Nausitoria Wright, 1884
- Neoteredo
- Nototeredo Bartsch, 1923
- Psiloteredo
- Spathoteredo Moll, 1928
- Teredo Linnaeus, 1758
- Teredora Bartsch, 1921
- Teredothyra Bartsch, 1921
- Uperotus

## Mérnöki inspirációként
A 19. század elején a hajóféreg felépítése és viselkedése ihlette meg az angol mérnököt, Marc Isambard Brunelt. Azon megfigyeléseire alapozva, hogy a hajóféreg miként képes a héjával járatokat fúrni a fába és védekezni a megduzzadó fa ellen, Brunel tervezett egy ötletes, több elemből felépített fúró keretet – egy fúrópajzsot – mely első volt a maga nemében és lehetővé tette a munkások számára, hogy gyorsan és biztonságosan építsenek alagutat a Temze instabil folyómedrében. A Temze-alagút 1843-ban készült el és ez volt az első alagút, amely hajózható folyó alatt épült.

## A gasztronómiában
Palawan-ban a Fülöp-szigeteken a hajóféreg a Tamilok néven ismert és ínyenc falatnak számít. Az íze sok mindennel lett már összehasonlítva a tejtől az osztrigáig.

## Képek

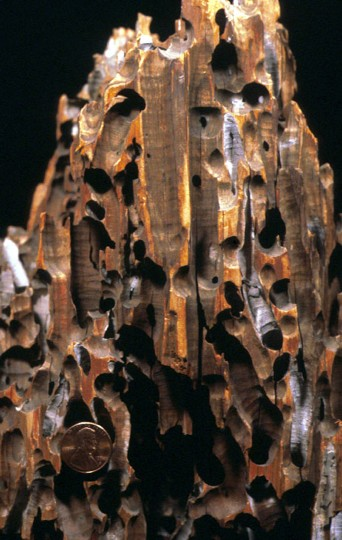
Hajóféreg által készített furatok egy cölöpben
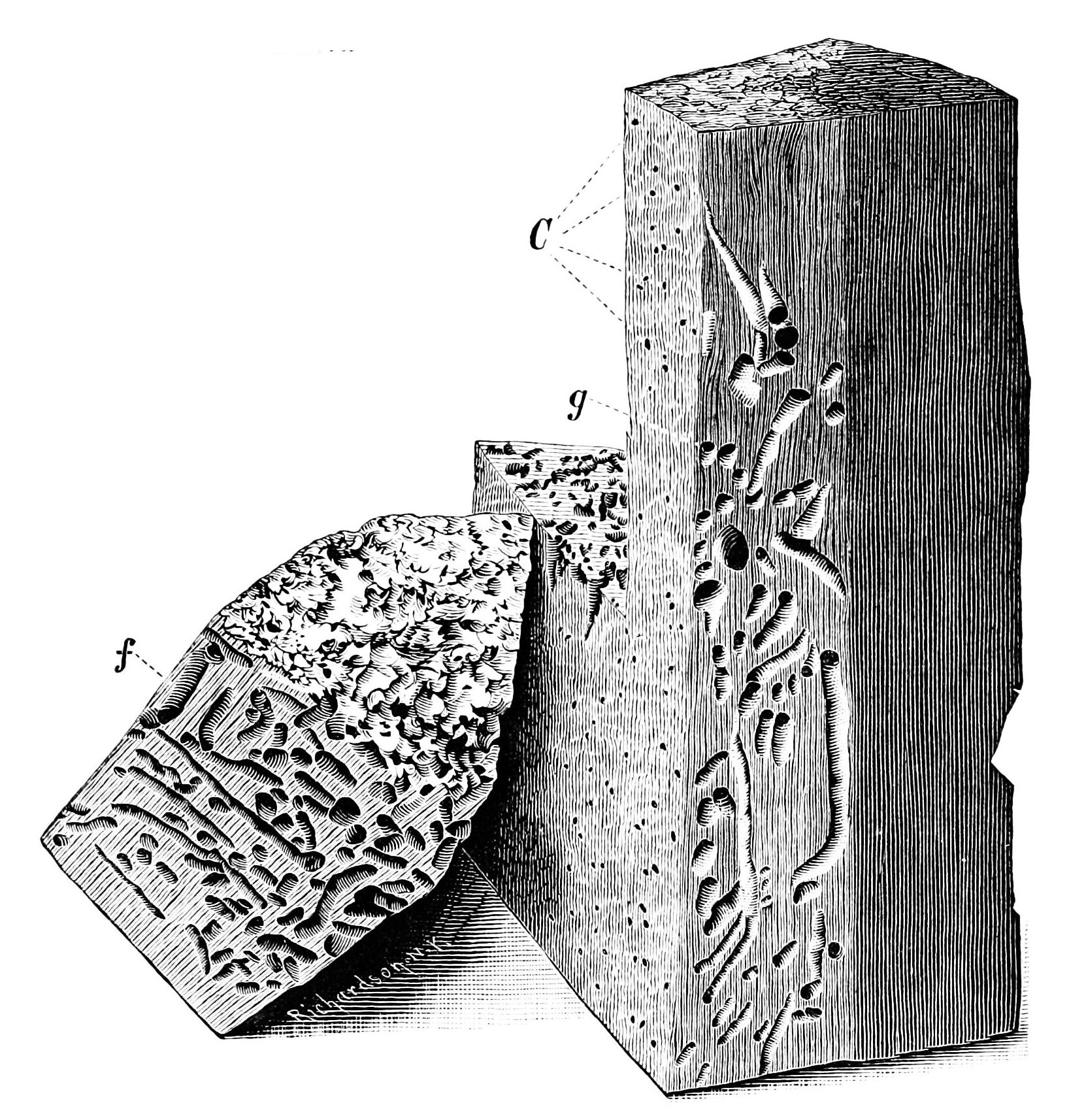
Kezelt és kezeletlen fa a hajóféreg fúrásának kitéve
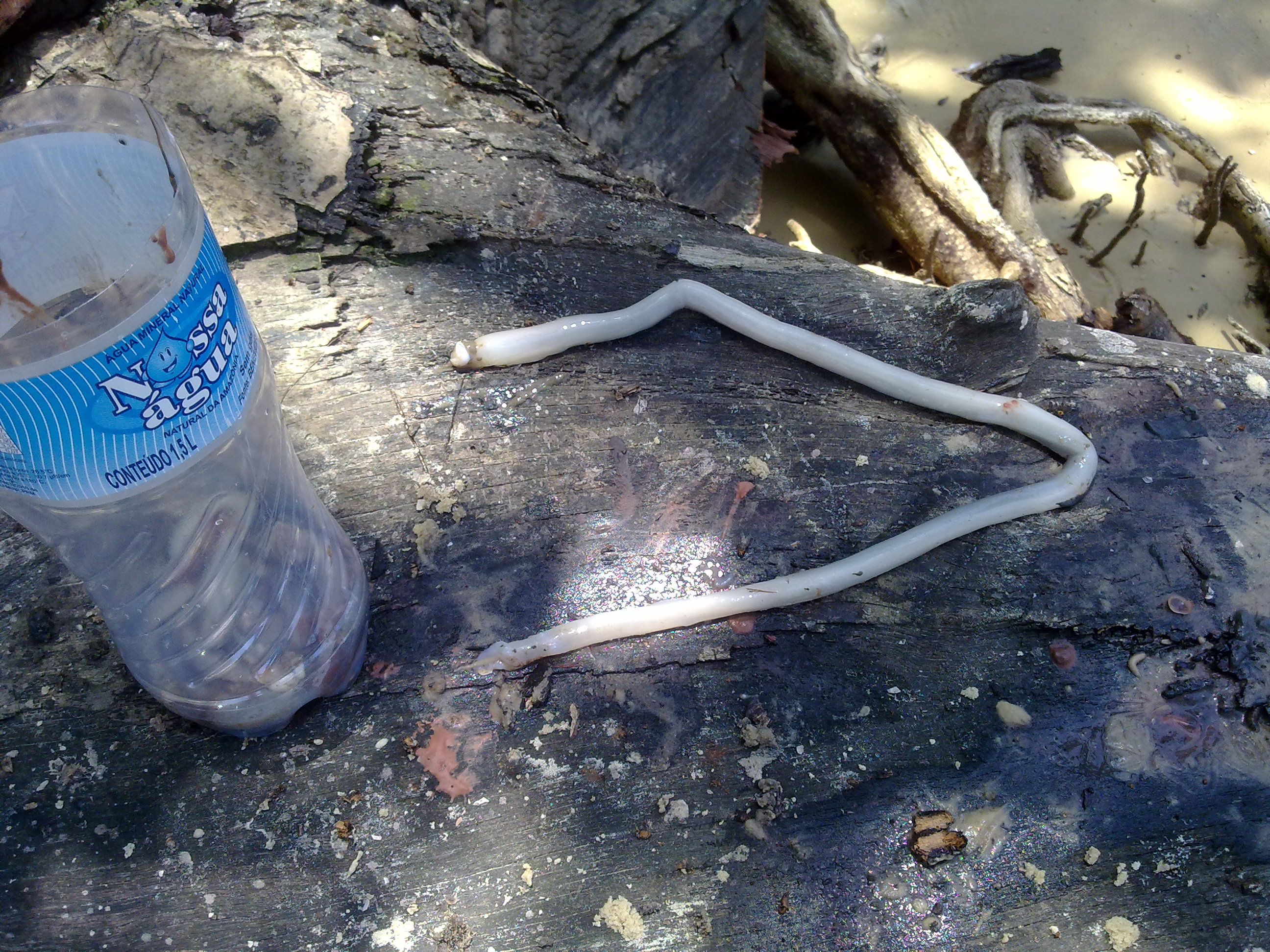
Egy mangroveerdőben talált hajóféreg mérete (Joanes, Marajo sziget, Brazília)
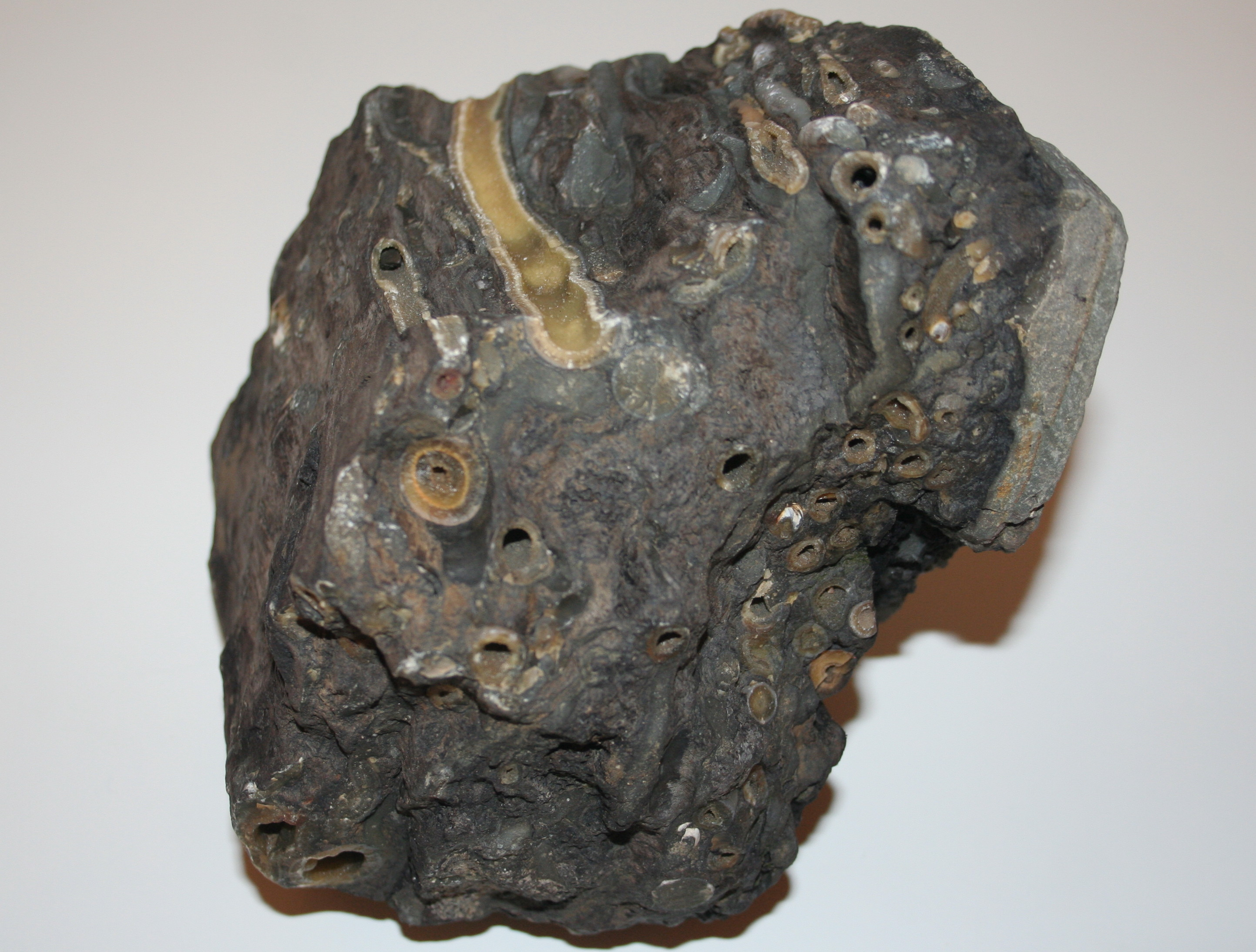
Fosszilizált lenyomatai
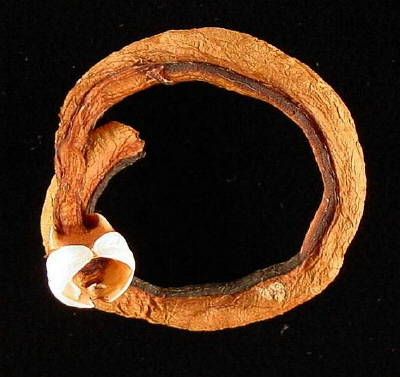
Teredo sp. tartósított példány

## Fordítás
- Ez a szócikk részben vagy egészben  a   Shipworm című angol Wikipédia-szócikk fordításán alapul.  Az eredeti cikk szerkesztőit annak laptörténete sorolja fel. Ez a jelzés csupán a megfogalmazás eredetét és a szerzői jogokat jelzi, nem szolgál a cikkben szereplő információk forrásmegjelöléseként.